# Виконт Филдинг
Виконт Филдинг (англ. Viscount Feilding) — аристократический титул, созданный в пэрстве Англии в 1620 году для сэра Уильяма Филдинга (вместе с титулом барона Филдинга). Двумя годами позже сэр Уильям получил более высокий титул графа Денби, и в дальнейшем титул виконта использовался на практике только как титул учтивости для старших сыновей графов. Очередной носитель титула — Александр Филдинг, 12-й граф Денби и 12-й виконт Филдинг (родился в 1970).

## Виконты Филдинг
- 1620—1643: Уильям Филдинг, 1-й виконт Филдинг (приблизительно 1582 — 8 апреля 1643)[3];
- 1643—1675: Бэзил Филдинг, 2-й виконт Филдинг (приблизительно 1608 — 28 ноября 1675), старший сын предыдущего[4];
- 1675—1685: Уильям Филдинг, 3-й виконт Филдинг (29 декабря 1640 — 23 августа 1685), племянник предыдущего[5];
- 1685—1717: Бэзил Филдинг, 4-й виконт Филдинг (1668 — 18 марта 1717), сын предыдущего[6];
- 1717—1755: Уильям Филдинг, 5-й виконт Филдинг (26 октября 1697 — 2 августа 1755), сын предыдущего[7];
- 1755—1800: Бэзил Филдинг, 6-й виконт Филдинг (3 января 1719 — 14 июля 1800), сын предыдущего[8];
- 1800—1865: Уильям Филдинг, 7-й виконт Филдинг (25 марта 1796 — 25 июня 1865), внук предыдущего[9];
- 1865—1892: Рудольф Филдинг, 8-й виконт Филдинг (9 апреля 1823 — 10 марта 1892), сын предыдущего[10];
- 1892—1939: Рудольф Филдинг, 9-й виконт Филдинг (26 мая 1859 — 25 ноября 1939), старший сын предыдущего[11];
- 1939—1966: Рудольф Филдинг, 10-й виконт Филдинг (17 апреля 1912 — 31 декабря 1966), внук предыдущего[12];
- 1966—1995: Ролло Филдинг, 11-й виконт Филдинг (2 августа 1943 — 23 марта 1995), сын предыдущего[13];
- с 1995 года: Александр Филдинг, 12-й виконт Филдинг (родился 4 ноября 1970), сын предыдущего.

- Наследник: Перегрин Филдинг, виконт Филдинг (родился 19 февраля 2005), сын предыдущего.